# Kaufzwang
Kaufzwang (fachspr. Oniomanie, von altgriechisch ὤνιον = onios „käuflich“ und maníā = mania Wahn; engl. shopaholism), auch Kaufwahn, Kaufrausch oder pathologisches Kaufen genannt, ist eine psychische Störung bei Konsumenten, die sich als zwanghaftes, episodisches Kaufen von Waren äußert. Kaufzwang wird ähnlich wie pathologisches Spielen oder der Arbeitszwang nicht als eigenständige Krankheit gesehen, sondern zu den nicht stoffgebundenen Abhängigkeiten oder zu den Zwangsstörungen (ICD-10 F42.-) gerechnet, manchmal auch zu den Impulskontrollstörungen (F63.-).

## Geschichte
Laut Max Nordau hat der französische Arzt Valentin Magnan den Begriff „Oniomanie“ 1892 in seinen Psychiatrischen Vorlesungen geprägt. Magnan beschreibt die Kaufsucht darin als ein Symptom der Entartung. Nordau führt in seinem Buch Entartung (1892) ähnliche Gedanken aus:
Die Sammelwuth der Zeitgenossen, das Vollrammen der Wohnungen mit zwecklosem Trödel […] erscheint uns in einem ganz neuen Lichte, wenn wir wissen, daß Magnan bei den Degenerirten einen unwiderstehlichen Drang zum Erwerben unnützen Krams festgestellt hat. […] Der Oniomane […] kauft weder bedeutende Mengen eines und desselben Gegenstandes wie der Paralytiker, noch ist ihm der Preis gleichgiltig wie diesem. Er kann nur an keinem Gerümpel vorübergehen, ohne den Antrieb zu empfinden, es zu erwerben.
Der deutsche Psychiater Emil Kraepelin nahm den Begriff 1909 in sein Lehrbuch auf.

## Ausprägung
Für die psychiatrische Diagnose ist wesentlich, dass nicht mehr der Besitz der Güter Handlungsziel ist, sondern die Befreiung von einem imperativen Drang durch die Kaufhandlung selbst. Die Sinnlosigkeit des Handelns ist den Kaufsüchtigen meist klar, insofern unterscheidet sich der Kaufzwang vom Konsumismus. Willensanstrengungen („Zusammenreißen“) helfen gleichwohl nicht. Wird der/die Betroffene an der Kaufhandlung gehindert, kommt es zu Entzugserscheinungen, etwa in Form vegetativer Erregung. Meist wird eine bestimmte Warengruppe (z. B. Schuhe) bevorzugt. Die weit über den Bedarf hinaus gekauften Gegenstände werden oft unausgepackt in der Wohnung gelagert oder gar weggeworfen.
Oft bestehen komorbide psychische Störungen, v. a. Depressionen, Angststörungen, Binge-Eating-Störung und zwanghaftes Horten. Bei vielen Patienten bestehen zudem zwanghafte, vermeidende, depressive oder emotional-instabile Persönlichkeitsakzentuirungen.

## Häufigkeit
Auf repräsentativen Bevölkerungsbefragungen basierende Schätzungen gehen davon aus, dass ca. 5–7 % der deutschen Erwachsenen stark kaufsuchtgefährdet sind. Jüngere Konsumenten waren 1991 etwas stärker „kaufsuchtgefährdet“ als ältere, Frauen stärker als Männer. Eine spätere Studie im Jahre 2006 der Universität Stanford zeigte mit 48 % Männeranteil eine nahezu ausgewogene Statistik.

## Behandlung
Die Behandlung basiert in der Regel auf Verhaltenstherapie und sozialen Hilfen. Vor allem in den Vereinigten Staaten werden regelmäßig Psychopharmaka (Antidepressiva) eingesetzt. Die am häufigsten gewählte Behandlungsmethode ist einer Selbsthilfegruppe beizutreten, wo man von ehemalig Betroffenen beraten, betreut und verstanden wird.
Die Uniklinik Erlangen (Psychosomatische und Psychotherapeutische Abteilung) hat eine spezielle Therapie entwickelt und deren Wirksamkeit wissenschaftlich belegt. Nahezu jeder zweite Betroffene hat durch die Gruppentherapie sein Kaufverhalten in den Griff bekommen. Die Therapie setzt auf Ersatzhandlungen. Sechs bis acht Teilnehmer pro Gruppe lernen in zwölf wöchentlichen Therapiestunden, Ersatzbeschäftigungen zu finden, etwa Sport zu machen oder mit Freunden einen Kaffee trinken zu gehen. Diese sind ein „Ventil“ für sie, ihren Impuls auszuleben. Kaufzwang geht auf eine Störung der Impulskontrolle zurück wie zum Beispiel auch Pyromanie (krankhafte Brandstiftung) und Kleptomanie (zwanghafter Drang zu stehlen). Dem Kauf geht häufig ein Gefühl starker Erregung oder Spannung voraus, gefolgt von tiefer Befriedigung und Glück. Es geht den Betroffenen um den Akt des Kaufens, nicht um das Gekaufte. Gemeinsam mit den Therapeuten arbeiten die Teilnehmer an praktischen Dingen: Wie kann ich künftig angemessen mit Geld umgehen? Was tue ich, wenn mich die Kauflust doch wieder packt? Dazu gehört auch, bar zu bezahlen (anstatt mit Kreditkarte) – so gibt man Geld bewusster aus.

## Ursachen
Allgemein wird von einem biopsychosozialen Entstehungsmodell für pathologisches Kaufen ausgegangen, wobei bislang kein störungsspezifisches Modell existiert. Dem Kaufzwang liegt häufig ein vermindertes Selbstwertgefühl zugrunde. Negative Gefühle und Frustrationen sollen verdrängt werden. In vielen Fällen bestehen tiefer verwurzelte Probleme. Oft sind es aber auch besondere Schlüsselereignisse wie persönliche Schicksalsschläge, die Menschen aus der Bahn werfen und in eine Kaufsucht treiben.
Was alle Patienten vereint, sind belastende Gedanken und Gefühle, Frustration oder Einsamkeit, die durch den Erwerb von Konsumgütern verdrängt werden sollen. Zwanghaftes kaufen und horten kann auch im Zusammenhang mit dem Messie-Syndrom auftreten.

## Folgen
Nach längerem Verlauf treten Ängste, Schuldgefühle und Depressionen hinzu, die durch die unweigerlich eintretenden finanziellen Probleme verschärft werden. Aus einem oft jahre- und jahrzehntelang anhaltenden Kaufzwang entstehen oft verheerende Folgen: meist Überschuldung oder die komplette Insolvenz, sozialer Rückzug und Sammelwut. Manche Betroffenen versuchen diese mit illegalen Taten wie Diebstahl oder Unterschlagung von Geld zu verhindern.

## Trivia
In den ersten Monaten der COVID-19-Pandemie, als die Übertragungswege des COVID-19-Virus noch unklar erschienen, baten viele Einzelhändler ihre Kunden, möglichst bargeldlos zu bezahlen. Im Onlinehandel, dem die Pandemie hohe Umsatzzuwächse bescherte, wird stets bargeldlos bezahlt.
Viele Konsumenten – mehr als vor der Pandemie – kaufen auf Raten („buy now pay later“ – BNPL) und bemerken nicht (oder verdrängen), dass sie über ihre Verhältnisse leben.
Großen BNPL-Anbietern wie Klarna, AfterPay (aus Australien) und Affirm (aus den USA) wird vorgeworfen, dass sie die Bezahlmethode Ratenkauf geschickt und bedienerfreundlich
in die Websites von Onlinehändlern einbinden – den Käufern solle nicht bewusst werden, dass sie beim Kaufvorgang auf Raten bezahlen und damit letztlich einen Kreditvertrag eingehen. Dies beschäftigt in einigen Staaten schon die Finanzmarktaufsicht.